# Adelomyrmex biroi
Adelomyrmex biroi är en myrart som beskrevs av Carlo Emery 1897. Adelomyrmex biroi ingår i släktet Adelomyrmex och familjen myror. Inga underarter finns listade i Catalogue of Life.

## Bildgalleri

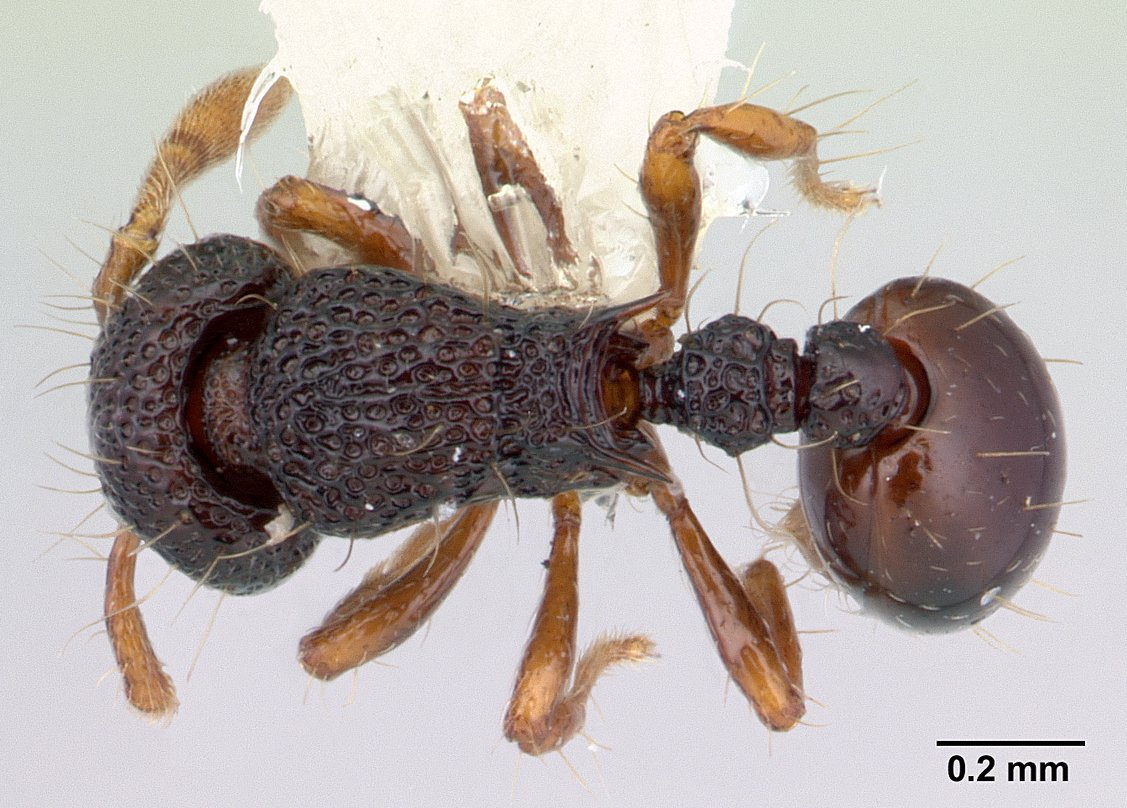
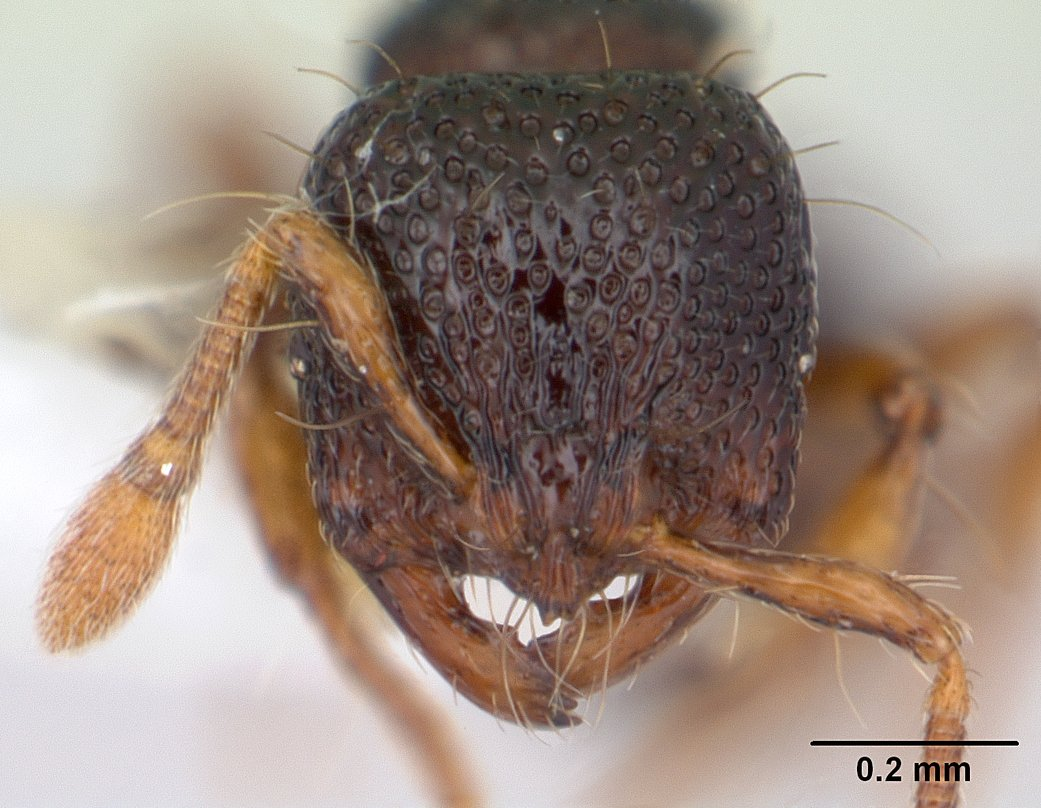
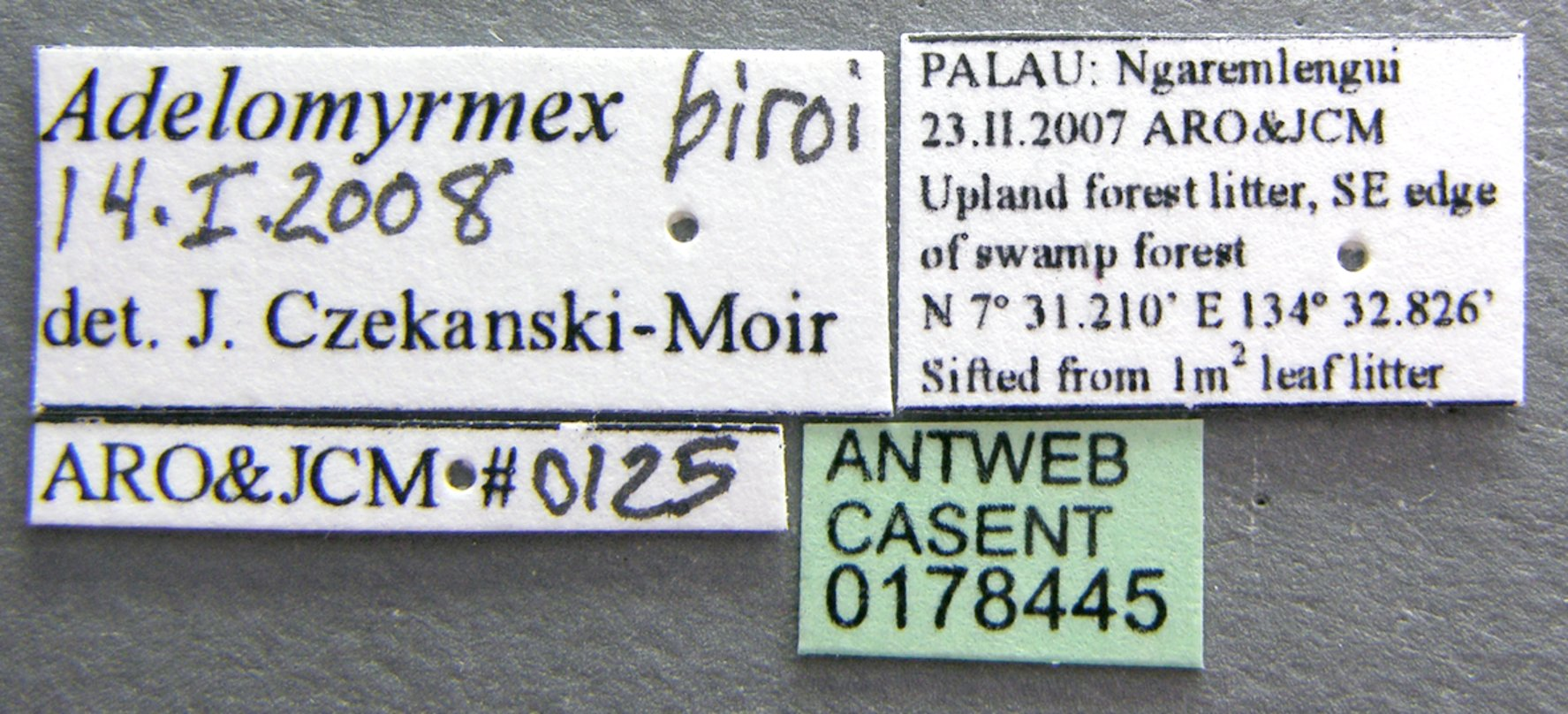
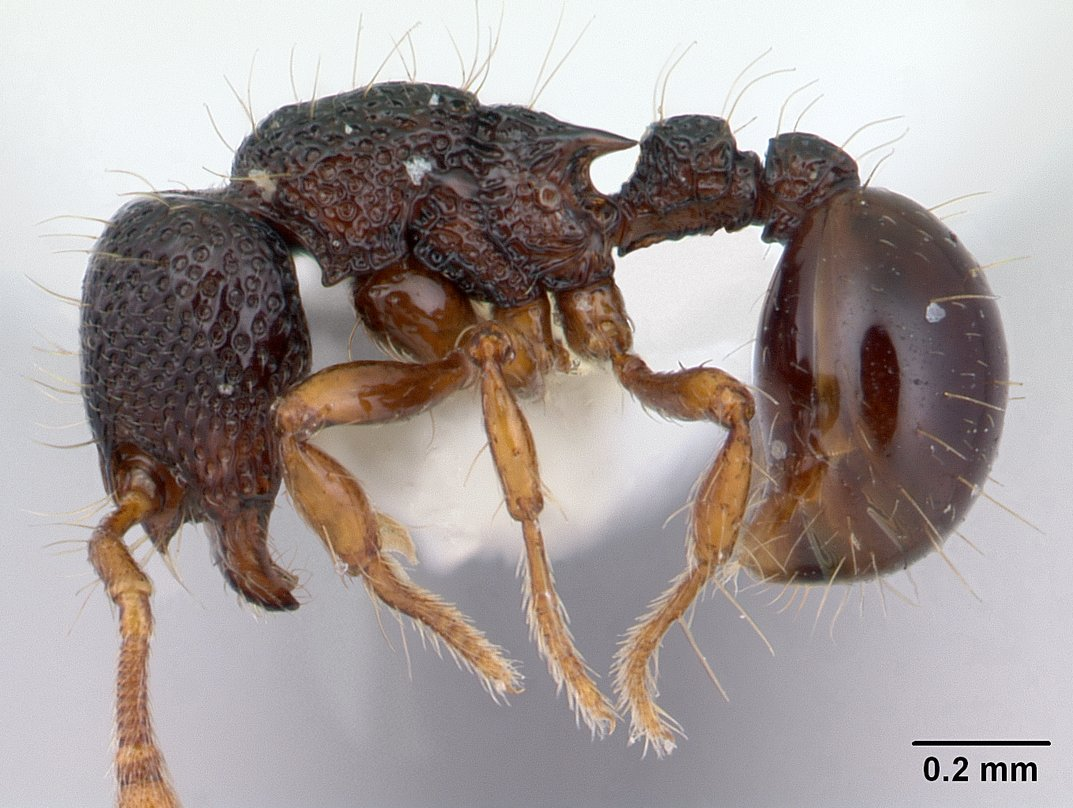